# Vincenzo Onofri
Vincenzo Onofri (notizie tra il 1493 e il 1524; Bologna, ... – ...; fl. XVI secolo) è stato uno scultore italiano che, a Bologna, si distinse nell'arte sacra, principalmente con la esecuzione di opere in terracotta.

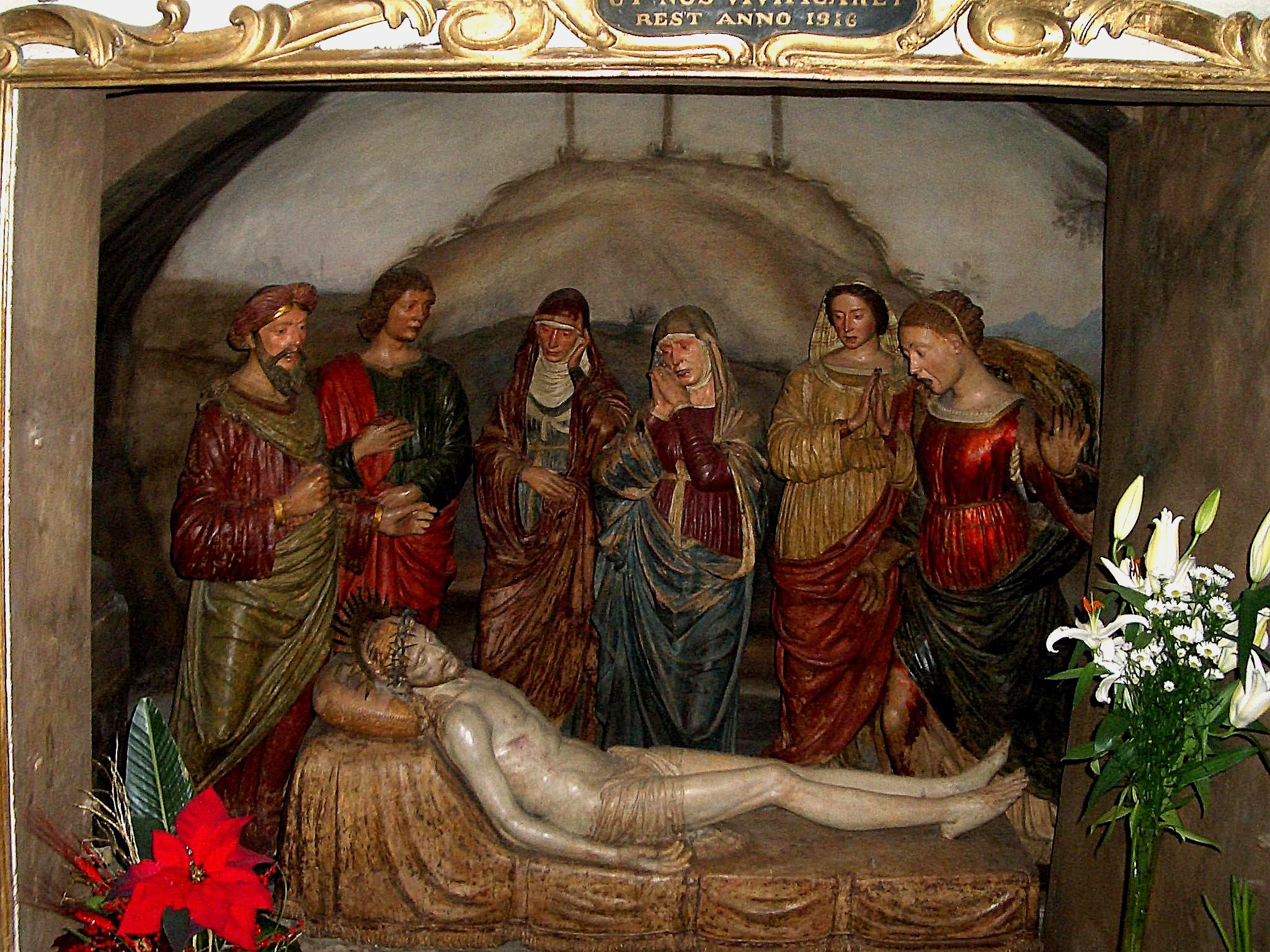
Compianto sul Cristo morto, Bologna, Basilica di San Petronio

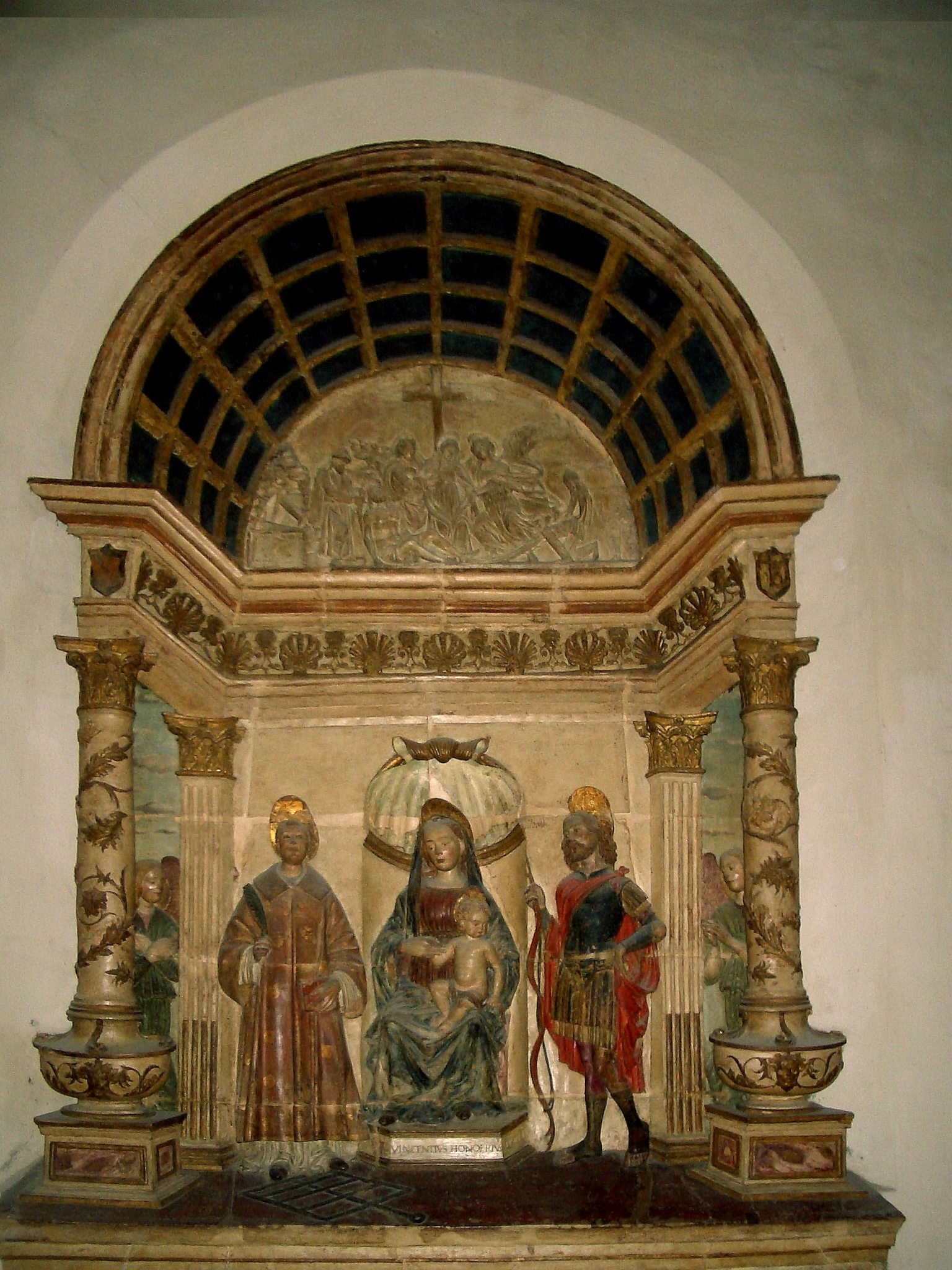
Altare di Sant'Eustachio, Bologna, chiesa di Santa Maria dei Servi

Assieme a Guido Mazzoni, Niccolò dell'Arca e al più giovane Alfonso Lombardi, fu uno degli scultori che, in Emilia (terra sprovvista di cave di marmo), portò ad un notevolissimo livello artistico la scultura in terracotta.
La sua opera più celebre è forse il Compianto sul Cristo morto nella basilica di San Petronio (ca 1493-1500) posto in una nicchia di un pilastro absidale. 

L'opera si pone sulla scia di Guido Mazzoni, ma lascia chiaramente intendere come Vincenzo abbia assorbito la lezione dei pittori ferraresi approdati a Bologna: il volto drammatico della Maddalena sembra la traduzione in terracotta dell'affresco di Ercole de' Roberti  che allora stava nella Cappella Garganelli in San Pietro; ma traspaiono anche affinità stilistiche (e di procedimenti di stesura del colore) con Lorenzo Costa, attivo in quegli anni proprio in San Petronio.
La scarsa attenzione critica ricevuta dal plasticatore bolognese sino a pochi decenni fa, ha impedito una valutazione approfondita del suo percorso artistico. 

Tra le altre opere realizzate da Onofri si possono ricordare: il Monumento funebre al vescovo Cesare Nacci (1504), sempre in San Petronio; il piccolo altare a forma di tempietto in terracotta con la Madonna col Bambino tra i santi Lorenzo ed Eustachio (1503); il Busto di Virgilio Bargellini presso il Museo Davia Bargellini; il Sarcofago del canonico Antonio Busi (1506) nel santuario di Santa Maria del Poggio presso San Giovanni in Persiceto. 
 Una Santa Lucia si trova al Bode Museum di Berlino  . 

Sono attribuite ad Onofri anche le statue in pietra d'Istria raffiguranti San Pietro Martire e San Bernardino da Siena conservate nella pinacoteca comunale di Faenza.